# Dypterygia obscurior
Dypterygia obscurior är en fjärilsart som beskrevs av W. Warren 1913. Dypterygia obscurior ingår i släktet Dypterygia och familjen nattflyn. Inga underarter finns listade i Catalogue of Life.